# Sinuhe l'egiziano (romanzo)
Sinuhe l'egiziano (Sinuhe egyptiläinen) è un romanzo storico di Mika Waltari, pubblicato per la prima volta nel 1945. È il primo e più famoso romanzo storico dello scrittore finlandese, e ne è stato tratto l'omonimo film di successo del 1954.
Ambientato nell'antico Egitto della XVIII dinastia, ai tempi del faraone Akhenaton, ha come protagonista un personaggio immaginario, il medico reale Sinuhe, che racconta la storia del suo esilio dopo la caduta e la morte di Akhenaton e dei suoi viaggi in Siria, Mitanni, Babilonia, Creta e fra gli Ittiti. Non ha quindi connessione con l'originale racconto Le avventure di Sinuhe, risalente al Medio Regno.

## Trama
Il romanzo è narrato in prima persona da Sinuhe, ormai vecchio e da tempo in esilio sulla costa del Mar Rosso, ed è considerato come un atto terapeutico che descrive la crudeltà dell'uomo e l'ingiustizia della storia.
Il racconto inizia con Sinuhe che viene trovato da una famiglia di basso ceto a Tebe; cresciuto, decide di seguire le orme del padre adottivo Senmut, un dottore. Come assistente di un dottore reale conoscente del suo patrigno, gli viene concesso, mentre lavora alla trapanazione del morente Amenhotep III, di visitare per la prima volta la corte del giovane principe Akhenaten. La sua buona educazione gli permette di fondare una clinica e di ottenere i servigi di Kaptah, uno schiavo furbo ed eloquente che sarà suo compagno per tutta la vita.
Un giorno, Sinuhe fa la conoscenza della bella Nefernefernefer, che lo strega e lo porta a concederle tutto quello che ha, e persino a venderle la casa e la tomba dei suoi genitori adottivi, finché il giovane non viene privato di tutto e la donna si sbarazza di lui. Amareggiato e disonorato, Sinuhe riesce a far imbalsamare i suoi genitori adottivi, che vengono sepolti nella Valle dei Re, e decide di auto-esiliarsi in compagnia di Kaptah. I due raggiungono la Siria, una provincia dell'impero egiziano, dove Sinuhe ottiene fama e gloria attraverso le sue abilità mediche; durante un'operazione militare egiziana nella zona, incontra Horemheb, suo amico d'infanzia e ora comandante dell'esercito, il quale concede al giovane medico il diritto di viaggiare in tutto il mondo conosciuto a proprie spese, allo scopo di fare rapporti sul potenziale militare delle altre nazioni.
Il primo viaggio di Sinuhe e Kaptah li porta a Babilonia, dove il giovane medico socializza con gli studenti della città, e riesce persino a curare il re Burraburiash, gravemente malato. Sinuhe incontra poi una cretese di nome Minea, appartenente all'harem del re, e, innamoratasi di lei, approfitta di un banchetto alla corte del re per portarla via dal palazzo. Così i tre scappano nel regno di Mitanni, passando poi in Anatolia e nel crescente regno degli Ittiti per poi salpare a Creta, la terra natia di Minea, scontenti dell'eccessivo militarismo del paese.
A un certo punto, la giovane rivela ai compagni che intende sacrificarsi come vergine al dio toro locale, che vive in una caverna montana vicino al mare. Terrorizzato al pensiero che non la rivedrà più, Sinuhe la sposa in maniera non ufficiale la sera stessa in cui Minea dovrà entrare nella caverna. Poco dopo, Minea entra nella grotta, e quando Sinuhe va a cercarla, la trova priva di vita, e a fianco a lei i resti del dio cretese (descritto come un serpente marino dalla testa di toro). Dopo aver capito che Minea è stata uccisa da Minotauros, il sommo sacerdote del dio, per impedirle di annunciare a tutti che il dio è morto, Sinuhe perde il senno a causa del suo dolore, ma Kaptah lo riporta alla ragione, convincendolo che è meglio continuare a vivere e ritornare in Siria. Così accade, e Sinuhe ritorna alla sua antica professione, ma stavolta vede che la sovranità egiziana nell'area è ora discussa e minacciata, in primis da Aziru, un principe siriano filo-ittita, che Sinuhe si fa amico attraverso l'ennesima esperienza medica.
Sinuhe ritorna infine in Egitto e approda a Tebe, dove apre una clinica per i poveri nello stesso quartiere dove egli crebbe, spinto però da motivi ideologici e non economici. Libera inoltre il servo Kaptah, il quale diventa un uomo d'affari e acquista una taverna chiamata La Coda del Coccodrillo; proprio in quella taverna, Sinuhe fa la conoscenza di Merit, che diventa sua compagna di vita, e dalla loro unione nascerà un maschio, Thot. L'Egitto però sta venendo convertito nella nuova fede monoteistica del disco solare di Aton perpetrata dal nuovo Faraone Akhenaten, secondo la cui dottrina tutti gli uomini sono uguali, e nel suo nuovo mondo non dovrebbero esserci schiavi e padroni. La dottrina trova opposizione in Horemheb, a causa del pacifismo che essa presenta persino di fronte alla minaccia dei siriani e degli ittiti, del tentativo di ridistribuire le proprietà ai poveri, e del voler soppiantare tutti gli altri dei a favore di Aton, compreso il potente clero di Amon. Attratto da questi insegnamenti proclamati dal re, Sinuhe si unisce al suo seguito.
A seguito di un violento incidente pubblico, Akhenaton abbandona Tebe, accompagnato da Sinuhe, e fonda una nuova capitale, Akhetaten, ma nulla basta a impedire che i conflitti tra Amon e Aton sfocino in una guerra civile. Sinuhe rimane al fianco di Akhenaton per tutto il periodo della guerra, mentre tutti gli altri cortigiani lo abbandonano uno dopo l'altro, contribuendo allo sgretolamento del regno terreno di Aton. La battaglia finale a Tebe, dove muoiono anche Merit e il figlioletto Thot, vede il clero di Amon abbattere il Faraone eretico: conscio della sconfitta finale, Akhenaten si uccide col veleno preparato da Sinuhe in persona. Seguono dieci anni di regno del Faraone fanciullo Tutankhamon, a cui segue Ay, l'anziano padre di Nefertiti. Ma intanto, Sinuhe comprende di essere lui stesso di sangue reale, in quanto sarebbe figlio di Amenhotep III e della sua consorte mitannica, e quindi più vicino al trono.
Scomparso Akhenaten, Horemheb raduna a sé tutti i suoi uomini e conduce una guerra su vasta scala contro gli Ittiti, ora rivali degli egiziani. Sinuhe e Kapta partecipano alla battaglia, in quanto desiderano vedere come è la guerra. Viene infine stabilito un trattato di pace tra le due potenze, non prima che Aziru, che grazie all'appoggio degli ittiti è diventato re della Siria approfittando del disinteresse politico di Akhenaten, venga preso e giustiziato con tutta la sua famiglia reale. In seguito, su ordine di Horemheb e Ay, Sinuhe avvelena il principe ittita Shubattu, che la principessa egizia Baketamon aveva invitato in Egitto perché il principe la sposasse e prendesse possesso del trono dei Faraoni.
Alla fine, afflitto da tutte le sue perdite e ormai disilluso, Sinuhe ritorna a Tebe, dove abita in una modesta abitazione, e spesso riceve visite dell'amico di sempre Kaptah, sempre più ricco e ora suo patrono. Sinuhe riesce a parlare con l'amico di un tempo Horemheb, ma la discussione lo vede criticare il nuovo regime retto dal nuovo Faraone. Come conseguenza, seppur dispiaciuto, Horemheb esilia il medico sulle lontane coste del Mar Rosso, colpevole di predicare il monoteismo di Aton nonostante fosse stato da tempo messo al bando in tutto l'impero.

## Personaggi
- Sinuhe: protagonista del romanzo, viene allevato da Kipa e dal marito Semnut, un medico che cura i cittadini più poveri di Tebe, la capitale egiziana. Seguirà il mestiere del padre nella sua vita.
- Kaptah: schiavo al servizio di Sinuhe, lo seguirà per tutte le sue disavventure.
- Nefernefernefer: una donna bellissima ma estremamente avida ed egoista, contribuirà alla rovina di Sinuhe costringendolo a un esodo per tutto il Vicino Oriente. Morirà durante la guerra tra Aton e Ammon.
- Horemheb: amico di Sinuhe e comandante in capo del Faraone. Diverrà l'ultimo Faraone del romanzo.
- Akhenaton: nato Amenhotep, succederà al padre Amenhotep III; manifesterà però fin da subito segni di un comportamento insolito e apparentemente per nulla consono a un Faraone, ma Sinuhe mostrerà simpatia per lui.
- Merit: una donna egiziana che Sinuhe conosce alla taverna "La coda del coccodrillo"; si innamorerà di lui e i due avranno un figlio, Djehuti.
- Tutmosi: amico d'infanzia di Sinuhe che diverrà scultore.
- Aziru: un principe siriano, godrà delle simpatie di Sinuhe dopo che questi ha salvato suo figlio. Gode dell'appoggio del faraone Akhenaton, che tra l'altro si disinteressa del resto del mondo, e ne approfitta per seminare l'odio tra egizi e siriani, destabilizzando il tutto, ma alla fine muore giustiziato insieme a tutta la famiglia per ordine di Horemheb.
- Burnaburiash: giovane re di Babilonia.
- Keftiu: una giovane nobildonna egizia, sarà data in sposa ad Aziru e diverrà sua moglie.
- Eie: primo ministro del faraone Akhenaton, diverrà faraone dopo la morte di Tutankhamon.
- Muti: una vecchia signora che diverrà una serva di Sinuhe fino alla fine del libro.

## Traduzioni
La prima traduzione del romanzo avvenne ad opera dello svedese Ole Torvalds, e uscì nel tardo 1946 in versione ridotta con l'approvazione di Waltari. Nel 1948 seguirono una traduzione in francese, in danese e in norvegese.
La prima edizione inglese uscì nell'agosto del 1949, per merito di Naomi Walford, seppur traducendolo non dall'edizione originale finlandese ma da quella svedese e riducendo ulteriormente il testo già abbreviato da Torvalds arrivando così a perdere un terzo della lunghezza originale Poco dopo l'edizione statunitense fu scelto come libro del mese nel settembre dello stesso anno ed entrò a far parte dei bestseller a partire dal mese di ottobre e per ben due anni, durante i quali vendette più di mezzo milione di copie, fino a venire soppiantato da Il nome della rosa di Umberto Eco come il romanzo straniero più venduto.
La prima edizione italiana uscì nel 1951 ad opera di Maria Gallone, e fu pubblicata dalla Rizzoli, che ha poi pubblicato tutte le successive edizioni italiane.

## Edizioni
- Mika Waltari, Sinuhe l'egiziano, traduzione di Maria Gallone, Milano, Rizzoli, 1950,  p. 560.
- Mika Waltari, Sinuhe l'egiziano, traduzione di Maria Gallone, collana Siderea, Milano, Rizzoli, 1951,  p. 539.
- Mika Waltari, Sinuhe l'egiziano, traduzione di Maria Gallone, collana Siderea, Milano, Rizzoli, 1968,  p. 544.
- Mika Waltari, Sinuhe l'egiziano, traduzione di Maria Gallone, Milano, Rizzoli, 1978.
- Mika Waltari, Sinuhe l'egiziano, traduzione di Maria Gallone, I grandi successi Rizzoli, Milano, Rizzoli, 1984,  p. 544.
- Mika Waltari, Sinuhe l'egiziano, traduzione di Maria Gallone, Superbur, Milano, Rizzoli, 1989,  p. 544, ISBN 9788817113540.
- Mika Waltari, Sinuhe l'egiziano, traduzione di Maria Gallone, Milano, Rizzoli, 1997.
- Mika Waltari, Sinuhe l'egiziano, traduzione di Maria Gallone, Milano, Rizzoli, 1999.
- Mika Waltari, Sinuhe l'egiziano, traduzione di Maria Gallone, Best BUR, Milano, Rizzoli, 2012,  p. 538, ISBN 978-8817061391.
- Mika Waltari, Sinuhe l'egiziano, traduzione di Maria Gallone, Best BUR, Milano, Rizzoli, 16 novembre 2018,  p. 620, ISBN 978-8817104692.